# Satrapiet Armenien

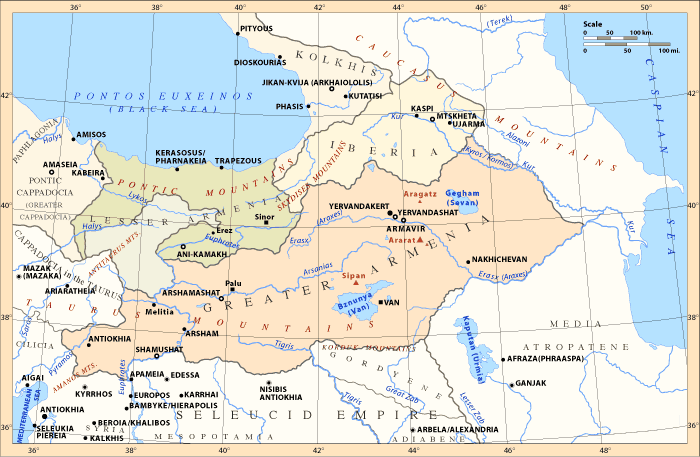
Karta över Satrapiet Armenien, 300-talet-100-talet före Kristus

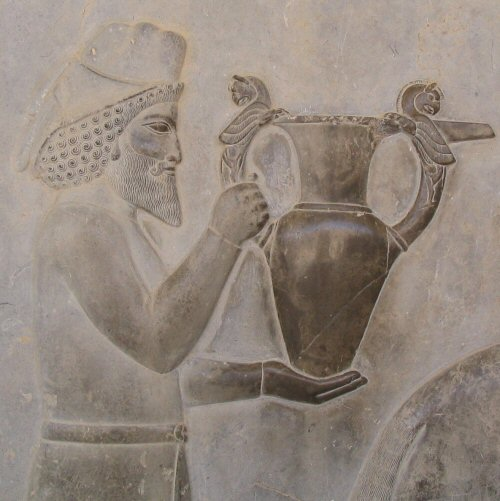
En armenisk tributbärare med ett kärl av metall med griphandtag, 500-talet före Kristus.

Satrapiet Armenien (armeniska: Սատրապական Հայաստան, Satrapakan Hayastan) var ett område som styrdes av Orontiddynastin 570–201 före Kristus. Det var en av de satrapier under det akdemenidiska  riket under 500-talet före Kristus och blev senare ett självständig kungadöme. 
Satrapiets huvudstad var först Tushpa och senare Erebuni.

## Historia

### Ursprung
Efter kungariket Urartus nedgång sattes området under mediansk och skytisk administration benämnt "Armina", på gammalpersiska "Harminuya". Området erövrades senare av  akemenidiska riket och inordnades som en satrapi inom detta.

### Orontiddynastin
Huvudartikel: Orontiddynastin
Orontiddynastin var en ärftlig dynasti i det gamla Armenien. 
Mellan 553 före Kristus och 521 före Kristus var Armenien underordnat det akemedinska kungariket, men när Darius I blev kund, beslöt han att erövra Armenien. Han skickade armeniern Dâdarši för att kväsa en revolt mot det persiska väldet, senare ersatt av persern Vaumisa, som slog armenierna 521 före Kristus.
Medlemmar av orontiddynastin styrde Armenien under perioder under en period mellan 500-talet för Kristus och åtminstone 100-talet efter Kristus, först som underkungar eller satraper till de mediska and akemenidiska riken och senare, efter sammanbrottet av det akemedinska riket, som härskare över ett självständigt kungarike, och därefter som kungar över Sophene och Commagene, vilka riken till slut underkastade sig det Romerska riket.
Orontiddynastin, med sitt inhemska namn kallad Eruandid- eller Yervandunidynastin, var en ärftlig dynasti i det gamla Armenien, och dess härskare var efterföljare till det tidigare järnålders kungadömet Urartu. Historiker anser att det hade sitt ursprung i Persien.
Orontiderna etablerade sin överhöghet över Armenien omkring tiden för medernas och skyternas invasion under 500-talet före Kristus. Dess grundare var Orestes I Sakavakyats. Hans son, Tigranes Orontid, förenade sina styrkor med Cyrus den stores och dödade Mediens kung.
Efter Slaget vid Gaugamela år 331 före Kristus lyckades Orontes III etablera Armenien som en självständig nation. Landet erövrades dock  201 för Kristus av Artashes I, en seleucidisk general. Den sista orontidkungen Orontes IV dödade, men ätten kunde fortsätta styra Sophene och Commagene.